# 金 (印第安納州)
金是位於美國印地安納州吉布森縣的一個非建制地區。

## 历史
该地始于1850年早期，得名于早期定居者约翰·金（英語：John King）。